# Mondly
Mondly е безплатна платформа за изучаване на езици. Състои се от уебсайт и мобилни приложения, които помагат на хората да учат чужди езици. Базирана е на метод, който съчетава изучаване на лексика и изрази с технологии за разпознаване на реч и чатбот.

## История
Mondly е базирана в Брашов, Румъния и е основана на 28 май 2014 г. от Александру Илиеску и Тудор Илиеску – възпитаници на Трансилванския университет в Брашов.
Компанията пуска първото приложение през май 2014 г. в AppStore и в Google Play през юни 2015 г. През август 2016 г. пуска първия чатбот с разпознаване на реч както в iTunes, така и в Google Play.
През февруари 2017 г. Mondly стартира MondlyVR – езиково приложение за виртуална реалност с разпознаване на реч. До септември приложението е налично както в Oculus Store, така и в Google Play.
През май 2017 г. компанията стартира MondlyKids – езиково приложение за iOS и Android за деца на възраст от 5 до 12 години. През март 2018 г. стартира MondlyAR – първото езиково приложение за ч с разпознаване на реч.
В началото на 2020 г. Mondly прави основното си приложение достъпно в Huawei AppGallery.
През октомври 2020 г. Mondly обявява партньорството си с Oxford University Press за нов пакет от персонализирани тестове по английска граматика и лексика. 
След повишаване на интереса към обучението за VR компанията стартира Mondly VR в магазина Oculus Quest през август 2021 г.
През третото тримесечие на 2021 г. Mondly става второто най-изтегляно приложение за изучаване на езици в света. 

## Езикови курсове
Към 2023 г. приложението Mondly предлага курсове за 41 езика от 33 изходни езика. Курсовете са на английски, американски английски, испански, френски, немски, италиански, руски, японски, корейски, китайски, турски, румънски, арабски, персийски, иврит, португалски, бразилски португалски, нидерландски, шведски, норвежки, датски, фински, гръцки, африкаанс, хърватски, полски, български, чешки, унгарски, украински, виетнамски, хинди, индонезийски, тайландски, бенгалски, каталонски, латински, латвийски, литовски, словашки, тагалог и урду.
. Наличните нива на владеене на езика са начинаещи, средно напреднали и напреднали.
През 2020 г. приложението въвежда курсове за 8 нови езика: бенгалски, каталонски, латински, латвийски, литовски, словашки, тагалог и урду.

## Продукти
Mondly Languages е приложение за изучаване на езици, което интегрира чатбот и технологии за разпознаване на реч, за да помогне на потребителите да научат някой от 33-те езика, които предлага.
Mondly Kids е приложение за изучаване на езици за малки и малки деца.
MondlyVR е приложение за изучаване на езици във виртуална реалност, достъпно в Steam и Oculus Store, съвместимо с слушалки Oculus Rift и Oculus Quest.
MondlyAR разполага с аватар „учител“, който въвежда виртуални обекти – планети, животни, музикални инструменти и т.н. в стаята като инструменти за преподаване, ангажира потребителя в разговори и дава незабавна обратна връзка за произношението с помощта на технологията чатбот.

## Признание и награди
През януари 2016 г. Mondly Languages е обявено за „Най-добро ново приложение“ от Епъл и година по-късно получава наградата FbStart „Приложение на годината  за Европа, Близкия изток и Африка, предлагана от Фейсбук.
През декември 2017 г. Mondly Languages и MondlyKids са избрани за „Избор на редакторите“ в Google Play.
През 2018 г. Mondly е обявен за „Готин доставчик“ в потребителските мобилни приложения и ботове от Gartner и е включен в списъка на Deloitte Fast 50 Rising Stars. Александру Илиеску, главен изпълнителен директор и съосновател на Mondly, е обявен за основател на годината на Централноевропейските стартъп награди.
През февруари 2019 г. основателите на Mondly са отличени с наградата „Изгряващ предприемач на годината: технологии и иновации“ от Ернст и Янг. През юли Mondly е обявен за „Най-добър онлайн портал за езиково обучение“ в Германия от Deutsches Institut für Service-Qualität.
През ноември 2021 г. Mondly сечели наградата на председателя на WITSA Global ICT Excellence Awards. 